# Carl Kjellgren
Carl Gunnar Wilhelm Kjellgren, född 17 januari 1956 i Borås, är en svensk skådespelare och regissör.

## Biografi
Kjellgren arbetade efter grundskolan som bland annat metallarbetare och sjöman. Efter två roller på Dramaten 1976–1977 kom han in på Scenskolan i Göteborg 1977, där han tog examen 1980. 1981 kom han till Malmö Dramatiska Teater och 1982 till Stockholms Stadsteater, där han förblivit.
Debuten som filmskådespelare skedde 1985 i Hans Alfredsons Falsk som vatten. Därefter följde roller i flera Colin Nutley-produktioner, Femte generationen (1986), Nionde kompaniet (1987), Vägen hem (1989) samt den större rollen som den osympatiske casanovan Tommy i Black Jack (1990). Under 1990-talet spelade han även större roller som polisen Carl-Erik Eriksson i Snoken (1993–1997) och pappan Frank Borg i Pappas flicka (1997–1999). 1999 medverkade han i Tomten är far till alla barnen, 2002 i Beck-filmen Enslingen och 2003 i Nutley-filmen Paradiset.
Vid sidan av skådespeleriet är Kjellgren verksam som regissör. Han debuterade 1995 på Stockholms Stadsteater i Slangbågen. Han har därefter bland annat regisserat Arthur Millers Utsikt från en bro (2002) och Alla mina söner (2006).  2012 gjorde han en uppmärksammad uppsättning av August Strindbergs Hemsöborna på Dalateatern och Paria på Stockholms Stadsteater.
2009 fick Kjellgren diagnosen Parkinsons sjukdom. Sjukdomen tvingade honom att sluta med teaterskådespeleriet och han gjorde sin sista roll 2013 i pjäsen Det värdefulla, som spelades på turné runt om i Sverige. Pjäsen handlade om en man som inte vågar berätta för sin dotter att han lider av en obotlig sjukdom.

## Filmografi
- 1985 – Falsk som vatten
- 1985 – En ettas dagbok (TV-serie)
- 1986 – Femte generationen (TV-serie)
- 1987 – Friends
- 1987 – Nionde kompaniet
- 1987 – Ett brottsstycke
- 1987 – Träff i helfigur (TV-serie)
- 1988 – Xerxes (TV-serie)
- 1989 – Vägen hem
- 1990 – Apelsinmannen (TV-film)
- 1990 – Black Jack
- 1990 – Smash (TV-serie)
- 1991 – Goltuppen (TV-serie)
- 1991 – Kopplingen
- 1991 – Uppfinnaren
- 1992 – Hassel – Svarta banken
- 1992 – Mysteriet med det levande liket (TV-serie)
- 1993 – En lördag...
- 1993 – Rederiet (TV-serie)
- 1993 – Snoken (TV-serie)
- 1993 – Älska, älskar inte
- 1994 – Läckan
- 1995 – Vi skulle ju bli lyckliga...
- 1996 – Silvermannen
- 1997 – Svensk roulette
- 1997 – Svensson Svensson - filmen
- 1997 – Pappas flicka (TV-serie)
- 1999 – Tomten är far till alla barnen
- 2002 – Beck – Enslingen
- 2003 – Paradiset
- 2006 – Min frus förste älskare
- 2006 – Små mirakel och stora
- 2008 – Höök (TV-serie)
- 2009 – Mannen under trappan (TV-serie)
- 2012 – Arne Dahl: Ont blod (TV-serie)

## Teater

### Roller (ej komplett)
| År   | Roll                | Produktion                                                                            | Regi               | Teater                   |
| ---- | ------------------- | ------------------------------------------------------------------------------------- | ------------------ | ------------------------ |
| 1976 | Medverkande         | Chez nous Per Olov Enquist och Anders Ehnmark                                         | Lars Göran Carlson | Dramaten                 |
| 1980 |                     | Som ni behagar (As you Like it) William Shakespeare                                   | Torsten Sjöholm    | Malmö stadsteater        |
| 1981 | Hippolytos          | Förmörkelsen - till Fedra Per Olov Enquist                                            | Lennart Olsson     | Malmö stadsteater        |
| 1983 | Fedotik             | Tre systrar (Три сeстры, Tri sestry) Anton Tjechov                                    | Otomar Krejča      | Stockholms stadsteater   |
| 1984 | Laurentius Paulinus | Daniel Hjort eller Skuggornas hämnd Josef Julius Wecksell                             | Jan Håkanson       | Stockholms stadsteater   |
| 1985 | Den ynklige         | Herr Puntila och hans dräng Matti (Herr Puntila und sein Knecht Matti) Bertolt Brecht | Fred Hjelm         | Stockholms stadsteater   |
| 1985 | Alan                | Arnold (Torch Song Trilogy) Harvey Fierstein                                          | Jan Maagaard       | Stockholms stadsteater   |
| 1987 | Curley              | Möss och människor (Of Mice and Men) John Steinbeck                                   | Fred Hjelm         | Stockholms stadsteater   |
| 1991 | Roger               | Järnbörd Magnus Dahlström                                                             | Måns Edwall        | Stockholms stadsteater   |
| 2003 | Jonas               | LisaLouise Majgull Axelsson                                                           | Wiveka Warenfalk   | Helsingborgs stadsteater |

### Regi
| År   | Produktion                                | Upphovsmän                                                                          | Teater                   |
| ---- | ----------------------------------------- | ----------------------------------------------------------------------------------- | ------------------------ |
| 2002 | Utsikt från en bro A view from the bridge | Arthur Miller                                                                       | Stockholms stadsteater   |
| 2004 | Café Europa A şaptea cafanã               | Dumitru Crudu(ro), Mihai Fusu och Nicoleta Esinencu(en) Översättning Magnus Lindman | Helsingborgs stadsteater |
| 2015 | Vingklippt Grounded                       | George Brant Översättning Carl Kjellgren                                            | Kulturhuset Stadsteatern |